# Юргенс Микола Єгорович
Мико́ла Єго́рович Юргенс (? — ?) — український київський архітектор.

## Життєпис
1851 року вступив до Петербурзької Академії мистецтв. 1859 року за проект сільської церкви на 450 чоловік отримав звання класного художника і чин XIV класу. 1888 року отримав звання класного художника 2-го ступеня.
Здебільшого будував храми у Києві та на Київщині, іноді — цивільні споруди.

## Стиль
Вживав стильові форми модернізованого неоросійського стилю.

## Відомі роботи
- Церква Димитрія Солунського у селі Жиляни (тепер складова Києва) (1862) (ймовірний автор проекту храму);
- Церква Іоана Златоуста на Галицькій площі у Києві (1867—71, не збереглася);
- Свято-Миколаївський собор у місті Радомишль (проект 1875 р., керував роботами у 1877-82 Стефан Рикачов)
- Церква Різдва Богородиці у селі Вовчків (1877);
- Церква Святого Миколая у селі Зрайки (1877—78);
- Залізничний вокзал станції Ворожба (1888);
- Церква Святого Архистратига Михаїла у селі Росішки (проект Євгена Єрмакова, Микола Юргенс безпосередньо будував храм) (1905);
- Церква Різдва Богородиці у селі Владиславка (1910).

### Галерея робіт

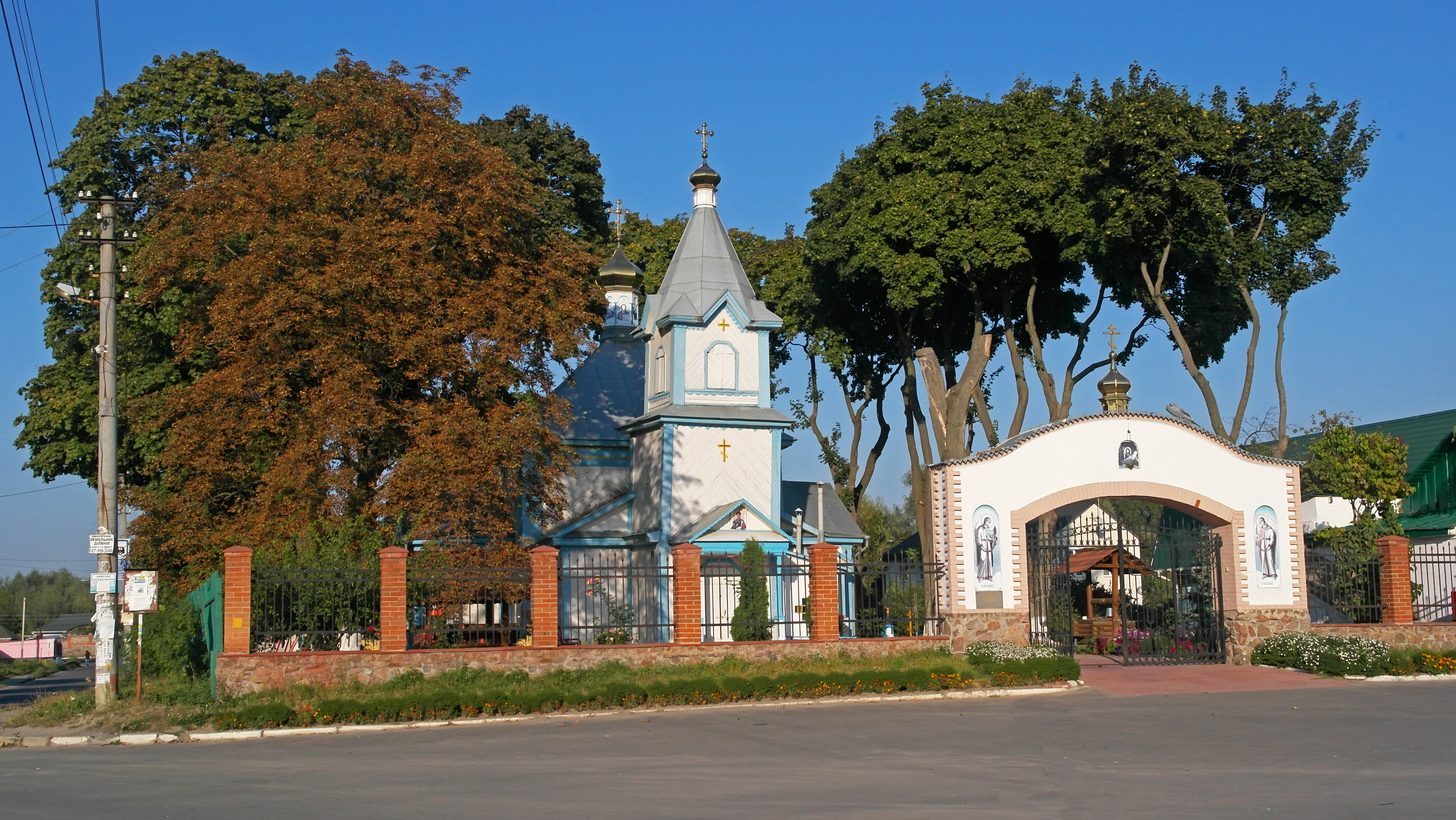
с. Жуляни. Церква Дмитрія Солунського (1862)
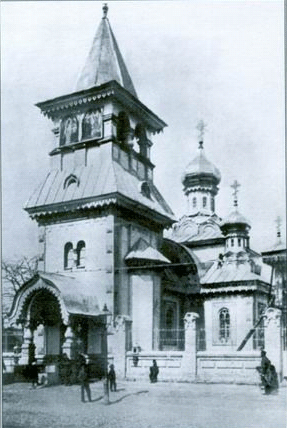
м. Київ. Церква Іоана Златоуста на Галицькій площі (1867—71, не збереглася)
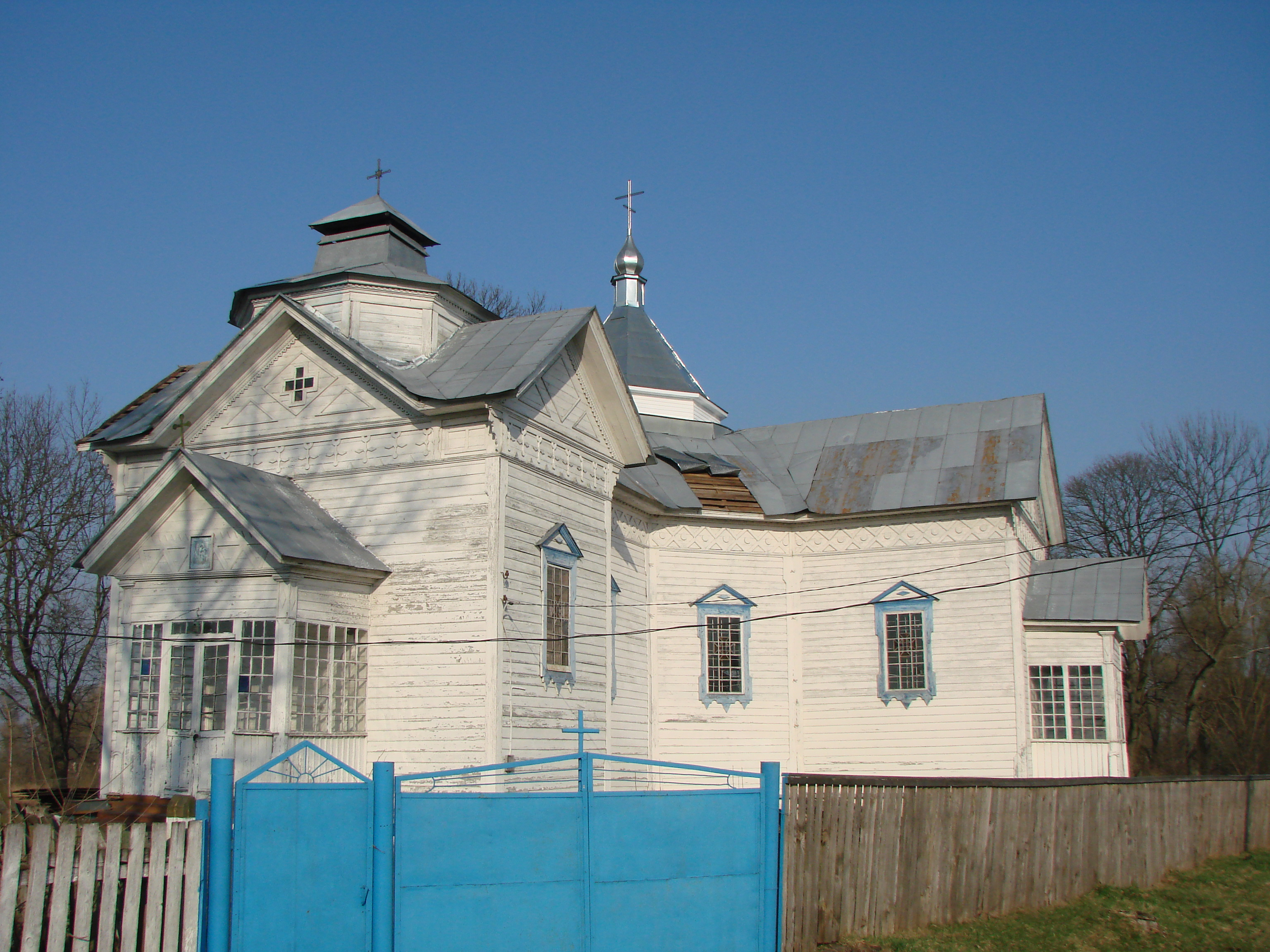
с. Вовчків. Церква Різдва Богородиці (1877)
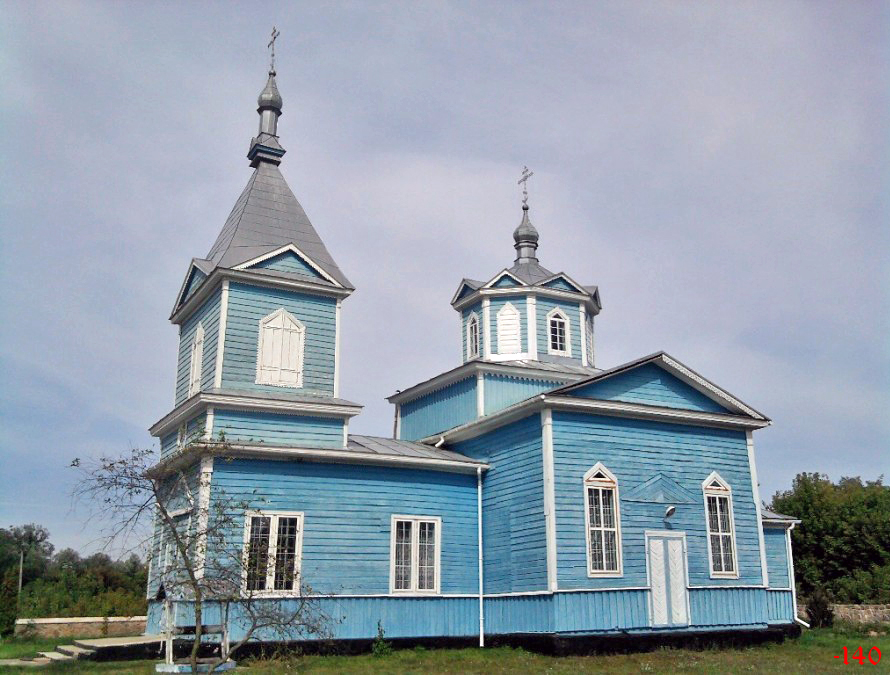
с. Зрайки. Церква Святого Миколая (1877—78)
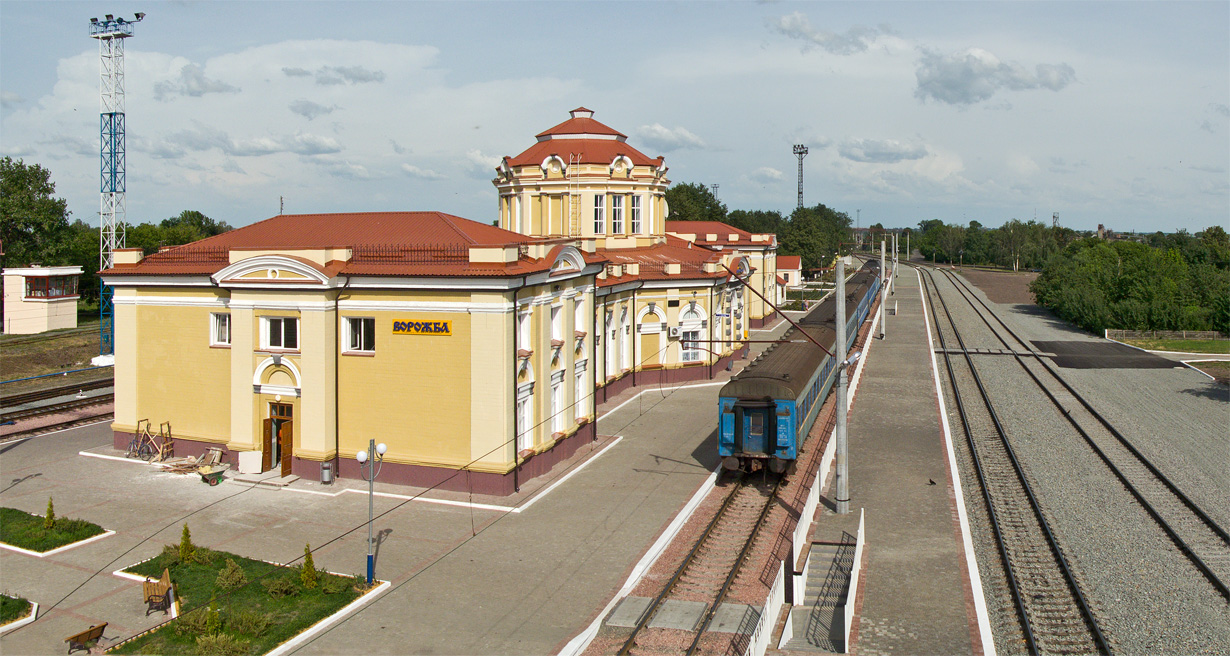
Залізничний вокзал станції Ворожба (1888)
с. Росішки. Церква Святого Архістратига Михаїла (1905)
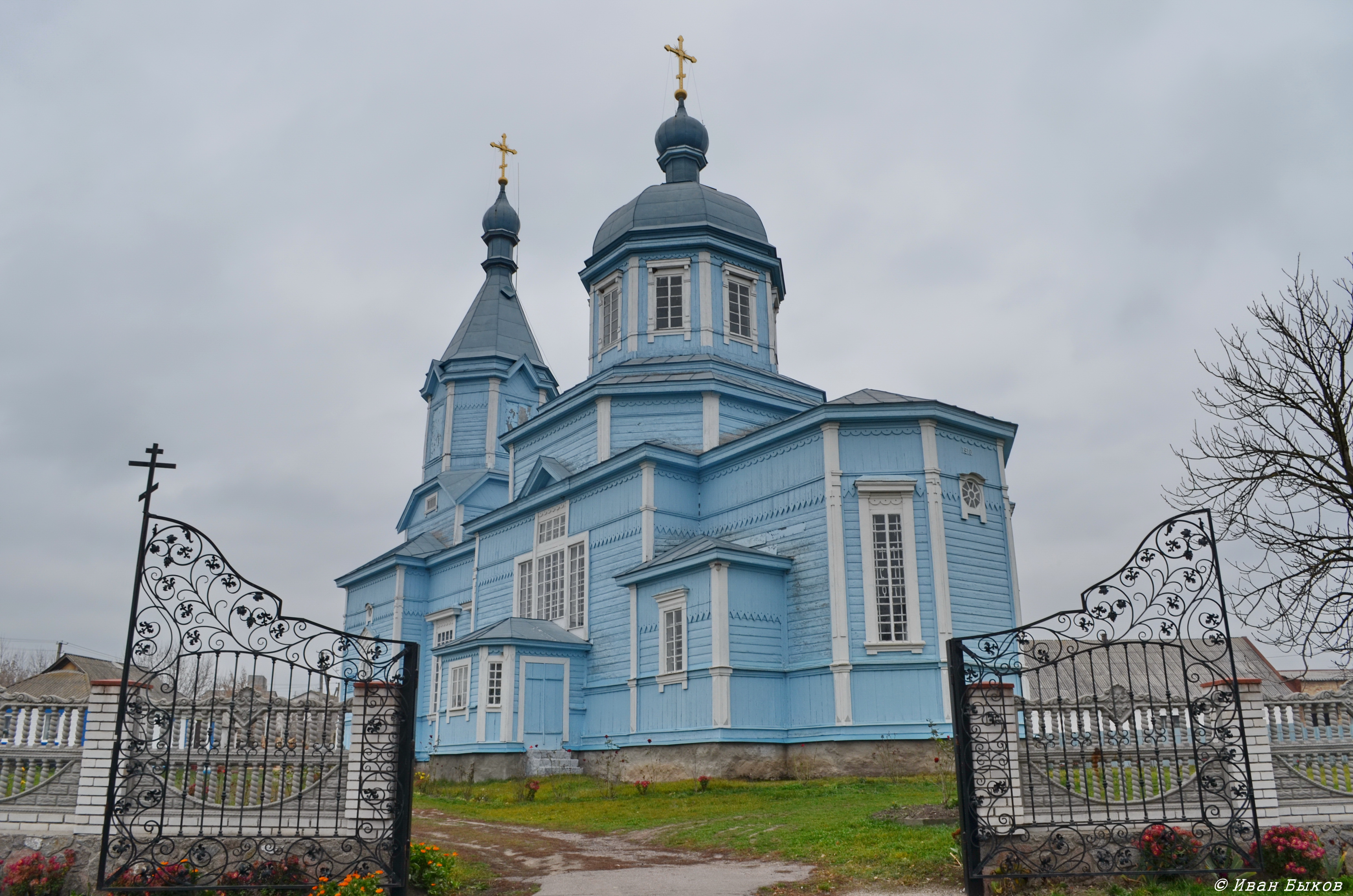
с. Владиславка. Церква Різдва Богородиці (1910)